# واختانگ آنانیان
واختانگ آنانیان (ارمنی: Վախթանգ Անանյան؛ زاده ۲۶ ژوئیه ۱۹۰۵ – درگذشته ۴ آوریل ۱۹۸۰) یک نویسنده اهل ارمنستان بود.

## زندگی‌نامه
وی در ۲۶ ژوئیه ۱۹۰۵ در روستای پوقوس‌کیلیسا در نزدیکی دیلیجان به دنیا آمد و در ۴ آوریل ۱۹۸۰ سن ۷۴ سالگی در ایروان درگذشت.

## آثار
- قلب بزرگ - ترجمه همایون نوراحمر

## جوایز
- جایزه دولتی ارمنستان شوروی (۱۹۷۰)